# 기타구 (교토시)
기타구(일본어: 北区)는 일본 교토부 교토시를 구성하는 11개 구 중 하나이다. 주택지를 중심으로 한 평야부와 북부의 산간지로 구성된다. 구내에는 킨카쿠지나 다이토지, 가미가모 신사와 같은 도성 북쪽의 신사 외에 리쓰메이칸 대학, 불교 대학, 오타니 대학, 교토 산업 대학 등 몇 개의 대학이 있다. 기타오지역 부근과 기타노하쿠바이초역 부근에는 상업 시설이 많다.

## 인접한 자치체
- 교토시 우쿄구, 사쿄구, 가미교구, 나카교구

## 역사
1955년 9월 1일에 가미교구에서 분구해 탄생하였다.

## 교통

### 철도
- 교토시 교통국(교토 시영 지하철)
  - 가라스마선
    - (← 가미교구 이마데가와역) - 구라마구치역 - 기타오지역 - 기타야마역 - (사쿄구 마쓰가사키역 →)

- 게이후쿠 전기 철도
  - 기타노선(일본어판)
    - (← 우쿄구 료안지역) - 도지인역 - 기타노하쿠바이초역

### 도로
- 국도 제162호선 (일본)(일본어판)
- 국도 제367호선 (일본)(일본어판)

## 인구
| 연도  | 인구    | ±%     |
| ----- | ------- | ------ |
| 1960  | 123,230 | —      |
| 1970  | 135,681 | +10.1% |
| 1980  | 136,181 | +0.4%  |
| 1990  | 127,348 | −6.5%  |
| 2000  | 126,125 | −1.0%  |
| 2010  | 122,037 | −3.2%  |
| 2015  | 119,474 | −2.1%  |
| 출처: |         |        |

## 같이 보기
- 히라노신사(平野神社, ja:平野神社, 일본 교토부 교토시 기타구) - 백제 성왕의 사당
- 백제사(百済寺, ja:百済寺 (広陵町), 일본 나라현 기타카쓰라기군 고료정)
- 백제왕신사(百済王神社, ja:百済王神社, 일본 오사카부 히라카타시)